# Badminton bei den Asian Youth Para Games
Badminton steht bei den Asian Youth Para Games seit der Erstaustragung im Jahr 2009 im Programm der Spiele. 

## Austragungen
| Nr. | Jahr | Austragungsort | Land                         | Beginn        | Ende          |
| --- | ---- | -------------- | ---------------------------- | ------------- | ------------- |
| 1   | 2009 | Tokio          | Japan                        | 10. September | 13. September |
| 2   | 2013 | Kuala Lumpur   | Malaysia                     | 26. Oktober   | 30. Oktober   |
| 3   | 2017 | Dubai          | Vereinigte Arabische Emirate | 10. Dezember  | 14. Dezember  |
| 4   | 2021 | Manama         | Bahrain                      | 2. Dezember   | 6. Dezember   |
| 5   | 2025 | Taschkent      | Usbekistan                   |               |               |